# Lírica en la literatura barroca española
El barroco fue un movimiento cultural y artístico que nace a finales del siglo XVI y se desarrolla y muere en el XVII. Representa una actitud muy compleja, que se expresa como pesimismo ante un mundo en crisis y que se manifiesta en una huida de la realidad inmediata y una búsqueda de nuevos caminos y valores.
En España, a diferencia del resto de Europa, el Barroco no representa un rechazo del Renacimiento, sino un apogeo y culminación de este. De hecho, en aquel se continuó usando los géneros y las formas poéticas del siglo XVI, tanto las italianizantes como las tradicionales.
No obstante, frente al clasicismo renacentista, el Barroco valoró la condensación conceptual y la complejidad en la expresión, que tenían como finalidad asombrar o maravillar al lector; es decir, con el Barroco, la literatura perdió la serenidad que caracterizaba al Renacimiento haciéndose artificiosa, ornamental y muy realista en unos casos o muy idealizada en otros.
Características de la literatura barroca:
1. Nace como rechazo a la literatura del Renacimiento, por tanto, apuesta por una ruptura de los principios estéticos precedentes.
2. Recursos literarios abundantes. Para darle una mayor complejidad a la escritura y un toque más estético y culto, los autores barrocos apostan por el uso constante de recursos literarios que hacían que la comprensión del texto fuera más compleja.
3. Exageración. Es una de las características de la literatura barroca más llamativas y definitorias. Y, en el campo de la literatura, esto lo vemos con el abuso de los recursos literarios y de la adjetivación. El objetivo era recargar el texto y, para ello, usaban los recursos existentes en la literatura.
4. Visión pesimista de la vida y, por tanto, en los textos abunda la ironía y el sarcasmo.
5. Apuestan por un tipo de arte sobrecargado y ornamentado. En el campo literario, esto se pudo ver, sobre todo, en el campo del teatro donde se creaban obras muy vestidas y espectaculares con respecto a la puesta en escena.
6. Búsqueda de las emociones en los espectadores. El artista barroco quiere que el público que vea su arte lo experimente de forma interna. Por eso, busca crear una respuesta emocional en él y no quedarse en el placer más superfluo. Por todo ello, los temas que se tratan pueden hablar sobre los marginales de la sociedad, mostrar la maldad humana, el horror de la vida, etc.
7. Influencia de la religión en la literatura barroca debido a la agitación espiritual que realizó Lutero con su reforma protestante. Los temas religiosos volvieron a ser uno de los más recurrentes entre los artistas de este momento.
8. Innovaciones literarias. Muchos autores barrocos acogieron las novedades que sus vecinos europeos empezaban a seguir. Por ello, nos encontramos con españolizaciones de términos extranjeros, o adaptaciones de formas como el tercero, el soneto o la redondilla.

Dos corrientes ejemplifican estos caracteres: el conceptismo y el culteranismo.

## Conceptismo y Culteranismo
Corrientes de la literatura barroca
Si hablamos de las características de la literatura barroca no debemos dejar de mencionar las dos corrientes principales que encontramos en los autores en España:
Culteranismo. También conocido como "gongorismo" en homenaje a Luis de Góngora, esta corriente era la que defendía que era más importante la forma que el contenido de la obra. Por ello, estos textos suelen presentar recursos literarios y cultismos muy elevados que muestran poemas llamativos y bonitos, pero complejos de comprender.
Conceptismo. Por otro lado, otra de las corrientes de la literatura del Barroco fue la del conceptismo en la que el contenido y la forma se encuentran en el mismo nivel de importancia. Quevedo fue el principal defensor de esta corriente y, precisamente por ello, apareció la rivalidad entre Góngora y Quevedo que es tan conocida en la historia de la literatura.
Aunque se suele oponer ambos estilos, identificándose a Francisco de Quevedo como representante del Conceptismo y a Góngora como cabeza de la escuela culteranista, en el Barroco el Culteranismo se entiende como un modo de Conceptismo, el cual es un movimiento que da más importancia al fondo que a la forma. La poesía conceptista es poesía de contenido, es asociación ingeniosa entre palabras e ideas.
Éste tiene su origen remoto en la poesía cortesana del siglo XV, presenta una clara influencia de la literatura emblemática (1) y se dirigió más a la inteligencia que a los sentidos. Sus recursos expresivos se apoyan principalmente en el contraste, el humor y la concisión formal. Por ello recurren con frecuencia a las figuras literarias como la elipsis, la antítesis, las paradojas, los retruécanos y las hipérboles extremadas.
Por su parte, el Conceptismo gongorino o Culteranismo procuró, fundamentalmente, el preciosismo y la oscuridad en el lenguaje poético. A través de la musicalidad persiguió el halago de los sentidos. Se preocupa, sobre todo, por la expresión. Sus caracteres más sobresalientes son:
- Latinización del lenguaje, que se logra fundamentalmente mediante el abundante uso del hipérbaton y el gusto por los cultismos y neologismos.
- Empleo intensivo de metáforas e imágenes. Este rasgo es la base de la poesía culterana. El encadenamiento de metáforas o series de imágenes tiene el objetivo de huir de la realidad cotidiana para instalarnos en el universo artificial e idealizado de la poesía.
- Acentuación del aspecto mitológico de la lírica del XVI, del que se subrayan sus rasgos plásticos y sensoriales.

Ante estos tres rasgos, puede considerarse a Luis de Góngora como un continuador de principios estéticos ya presentes en Juan de Mena.

## Panorama de la poesía del XVII en España
- Andalucía:
  - Sevilla, que disfrutaba de la prosperidad que le procuró el comercio con América, fue la capital cultural del sur. Del grupo sevillano destacaremos a
    - Juan de Arguijo (1567-1623), más recordado por su labor de mecenazgo, que lo convirtió en el centro de la vida literaria de la ciudad en los primeros años del siglo XVII, que por sus poemas.
    - Rodrigo Caro (1573-1647), autor de la Canción a las ruinas de Itálica y de otras cincuenta poesías en castellano y en latín entre otras obras.
    - Andrés Fernández de Andrada, que compuso la famosa Epístola moral a Fabio.

  - Antequera, donde destacó Pedro de Espinosa (1578-1650).
  - Granada también tuvo su grupo, del cual el poeta más interesante es
    - Pedro Soto de Rojas (1584-1658). Su primera poesía está muy influida por la tradición de Garcilaso, pero sus obras posteriores muestran una asimilación completa de Góngora. Su texto más importante es Paraíso cerrado para muchos, jardines abiertos para pocos, poema en siete "mansiones" que describe el jardín que el autor hizo para su casa del Albaicín. En la última mansión el poeta revela el verdadero tema de la obra, pues pasa del elogio de la naturaleza a un panegírico de su Creador.
    - Francisco de Trillo y Figueroa (¿1618?-¿1680?), amigo de Soto, escribió la Neapolisea, poema gongorino sobre Gonzalo de Córdoba.

  - En Córdoba sobresale el culterano Luis Carrillo y Sotomayor (1585-1610) y su Fábula de Acis y Galatea.
- Aragón:
  - Los hermanos Lupercio (1559-1613) y Bartolomé Leonardo de Argensola (1562-1631) fueron poetas de estilo y temperamento clásicos. El primero hizo su carrera en la administración pasando los tres años de su vida en el puesto de secretario de Estado del conde de Lemos, virrey de Nápoles, donde fundó la Academia de los Ociosos. Bartolomé ingresó en la Iglesia, vivió durante una temporada en Madrid (donde conoció, entre otros, a Lope de Vega), fue capellán del conde de lemos en Nápoles y, al final de su vida, volvió a Zaragoza. Ambos sobresalieron en la sátira elegante y en la epístola poética. Los dos fueron también historiadores.
  - Es innegable la influencia de los Argensola en el clasicismo de Esteban Manuel de Villegas (1589-1669), quien en sus Eróticas o amatorias (Nájera, 1618) incluye diferentes imitaciones de autores greco-latinos.
  - Juan de Moncayo, marqués de San Felices (¿1614?-¿1656?), cuyas obras muestran la influencia de Góngora.
- En Madrid los estilos y tendencias más diversos coexistían a medida que un número cada vez mayor de escritores gravitaba hacia el centro de la vida cultural española. En esta hueste de poetas figuraron:
  - Vicente Espinel (1550-1624), que dio su nombre a la décima espinela.
  - Juan de Tasis y Peralta, conde de Villamediana (1582-1622) quien, aunque escribió poesía amorosa petrarquista, cautivado por el estilo nuevo, llegó a ser uno de los más brillantes imitadores de Góngora; en especial en su Fabula de Faetón (1617), uno de los poemas más ambiciosos de aquellos tiempos.
  - Gabriel Bocángel y Unzueta (1603-1658) hizo hincapié en la claridad y el buen sentido; sin embargo, no atacó el culteranismo sino la ostentación vacía que se hacía de él. De hecho, su Fábula de Ero y Leandro muestra la influencia de Góngora.

## Nota
1. ↑  Gran parte de la poesía del siglo XVII muestra la influencia del emblema en el uso de la imaginería simbólica, arreglada de tal forma que revela una verdad de modo implícito o explícito manera de yuxtaponer los elementos constituyentes. Puede demostrarse que muchas imágenes derivaron de emblemas conocidos; pero por lo general, incluso cuando no es éste el caso, las imágenes revelarán con frecuencia un hábito mental adquirido en el trato constante con los libros de emblemas. (R. O. Jones. Historia de la literatura española. Siglo de Oro: prosa y poesía, Barcelona, Ariel, 1974, pp. 220 y 221).
2. ↑  «Culteranismo y Conceptismo». hispanoteca.eu. Consultado el 18 de abril de 2021.